# Сергеј Четверукин
Сергеј Четверукин (рус. Сергей Четверухин; Москва, 12. јануар 1946) је бивши клизач у уметничком клизању који је наступао за Совјетски Савез. Тренирао је у Москви. Три пута је освојио медаљу на светском првенству и четири пута на европском првенству, сваки пут иза свог великог конкурента Ондреј Непеле. На олимпијади у Сапору 1972. године, освојио је сребрну медаљу.

## Такмичарски резултати
| Догађај/Сезона     | 1965 | 1966 | 1967 | 1968 | 1969 | 1970 | 1971 | 1972 | 1973 |
| Олимпјиске игре    | -    | -    | -    | 9    | -    | -    | -    | 2    | -    |
| Светско првенство  | 17   | -    | 13   | 9    | 8    | 6    | 3    | 2    | 2    |
| Европско првенство | 10   | 12   | 5    | 5    | 3    | 4    | 2    | 2    | 2    |